# Thumb Princess Story
Oyayubi Hime Monogatari (яп. おやゆび姫物語 Ояюби Химэ Моногатари, Сказка о принцессе Дюймовочке) — японский аниме-сериал, выпущенный студией Enoki Films. Транслировался по телеканалу TV Tokyo с 30 сентября 1992 года по 31 марта 1993 года. Всего выпущено 26 серий аниме. Сериал также транслировался на территории Испании, Мексико, Перу, Чили, Италии и Португалии. Права на использование сериала приобрела американская компания Starmaker Entertainment, которая сократила сериал до формата 80-минутного полнометражного мультфильма.

## Сюжет
В одной семье растёт озорная девочка Мая, которая своим поведением доставляет множество проблем матери. В результате мама обращается с помощью к старой колдунье и та даёт женщине волшебную книгу со сказкой о дюймовочке, которую должна прочитать Мая. Когда девочка берёт книгу в руки, она внезапно уменьшается и оказывается в мире снов её матери. Единственный способ выбраться из этого мира — добраться до южной страны и встретить там кристального принца, который поможет Мае выбраться из мира снов. Во время путешествия Мае придётся столкнуться со многими трудностями и испытаниями но одновременно она встречает новых друзей, которые решают помочь Мае попасть в её родной мир.

## Роли озвучивали
- Мика Канай — Мая
- Фусиги Ямада — Нобель
- Ёко Асагами — Мать / Голос за кадром
- Акира Исида — Принц
- Мами Мацуи — Керота
- Норико Уэмура — Гама-ко
- Томоко Мунаката — Эндзера